# Marcy-sous-Marle
Pour les articles homonymes, voir Marcy et Marle (homonymie).
Marcy-sous-Marle est une commune française située dans le département de l'Aisne, en région Hauts-de-France.

## Géographie
- 1Carte dynamique
- 2Carte OpenStreetMap
- 3Carte topographique
- 4Carte avec les communes environnantes
- 5Entrée du village

### Hydrographie
La commune est située dans le bassin Seine-Normandie. Elle est drainée par le Vilpion,.
Le Vilpion, d'une longueur de 43 km, prend sa source dans la commune de Plomion et se jette  dans la Serre à Dercy, après avoir traversé 17 communes. Les caractéristiques hydrologiques du Vilpion sont données par la station hydrologique située sur la commune de Thiernu. Le débit moyen mensuel est de 1,6 m3/s. Le débit moyen journalier maximum est de 14,5 m3/s, atteint lors de la crue du 4 janvier 2024. Le débit instantané maximal est quant à lui de 16,5 m3/s, atteint le même jour.

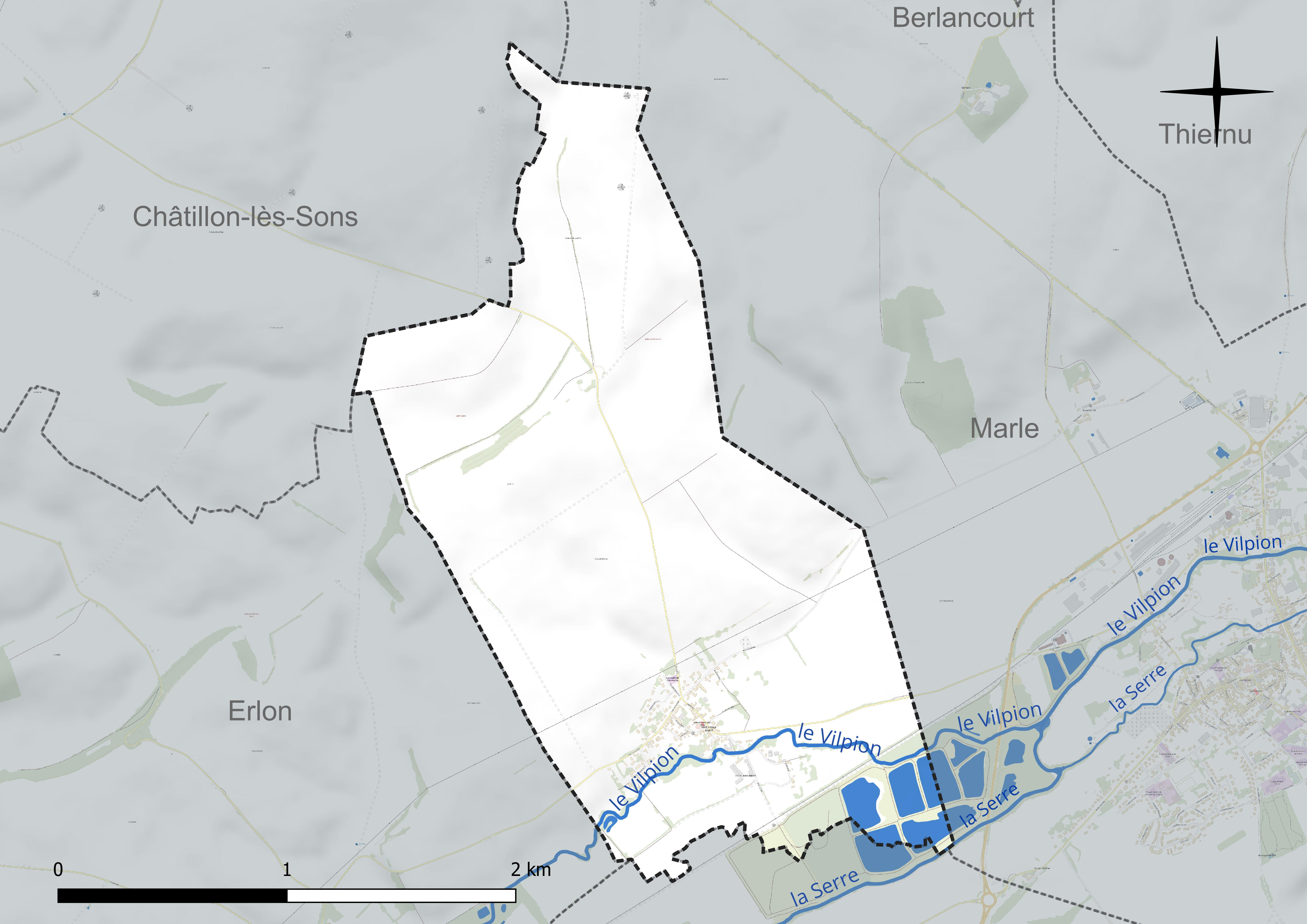
Réseau hydrographique de Marcy-sous-Marle.

### Climat
Pour des articles plus généraux, voir Climat des Hauts-de-France et Climat de l'Aisne.
En 2010, le climat de la commune est de type climat océanique dégradé des plaines du Centre et du Nord, selon une étude du CNRS s'appuyant sur une série de données couvrant la période 1971-2000. En 2020, Météo-France publie une typologie des climats de la France métropolitaine dans laquelle la commune est exposée à un climat océanique altéré et est dans la région climatique Nord-est du bassin Parisien, caractérisée par un ensoleillement médiocre, une pluviométrie moyenne régulièrement répartie au cours de l'année et un hiver froid (3 °C).
Pour la période 1971-2000, la température annuelle moyenne est de 10,3 °C, avec une amplitude thermique annuelle de 15,4 °C. Le cumul annuel moyen de précipitations est de 734 mm, avec 12,5 jours de précipitations en janvier et 9,1 jours en juillet. Pour la période 1991-2020, la température moyenne annuelle observée sur la station météorologique la plus proche, située sur la commune de Gizy à 16 km à vol d'oiseau, est de 11,0 °C et le cumul annuel moyen de précipitations est de 724,1 mm,. Pour l'avenir, les paramètres climatiques de la commune estimés pour 2050 selon différents scénarios d'émission de gaz à effet de serre sont consultables sur un site dédié publié par Météo-France en novembre 2022.

## Urbanisme

### Typologie
Au 1er janvier 2024, Marcy-sous-Marle est catégorisée commune rurale à habitat dispersé, selon la nouvelle grille communale de densité à 7 niveaux définie par l'Insee en 2022.
Elle est située hors unité urbaine et hors attraction des villes,.

### Occupation des sols
L'occupation des sols de la commune, telle qu'elle ressort de la base de données européenne d'occupation biophysique des sols Corine Land Cover (CLC), est marquée par l'importance des territoires agricoles (89 % en 2018), une proportion sensiblement équivalente à celle de 1990 (89,7 %). La répartition détaillée en 2018 est la suivante : 
terres arables (79,5 %), prairies (9,5 %), zones urbanisées (5,8 %), zones industrielles ou commerciales et réseaux de communication (5,2 %).
L'évolution de l'occupation des sols de la commune et de ses infrastructures peut être observée sur les différentes représentations cartographiques du territoire : la carte de Cassini (XVIIIe siècle), la carte d'état-major (1820-1866) et les cartes ou photos aériennes de l'IGN pour la période actuelle (1950 à aujourd'hui).

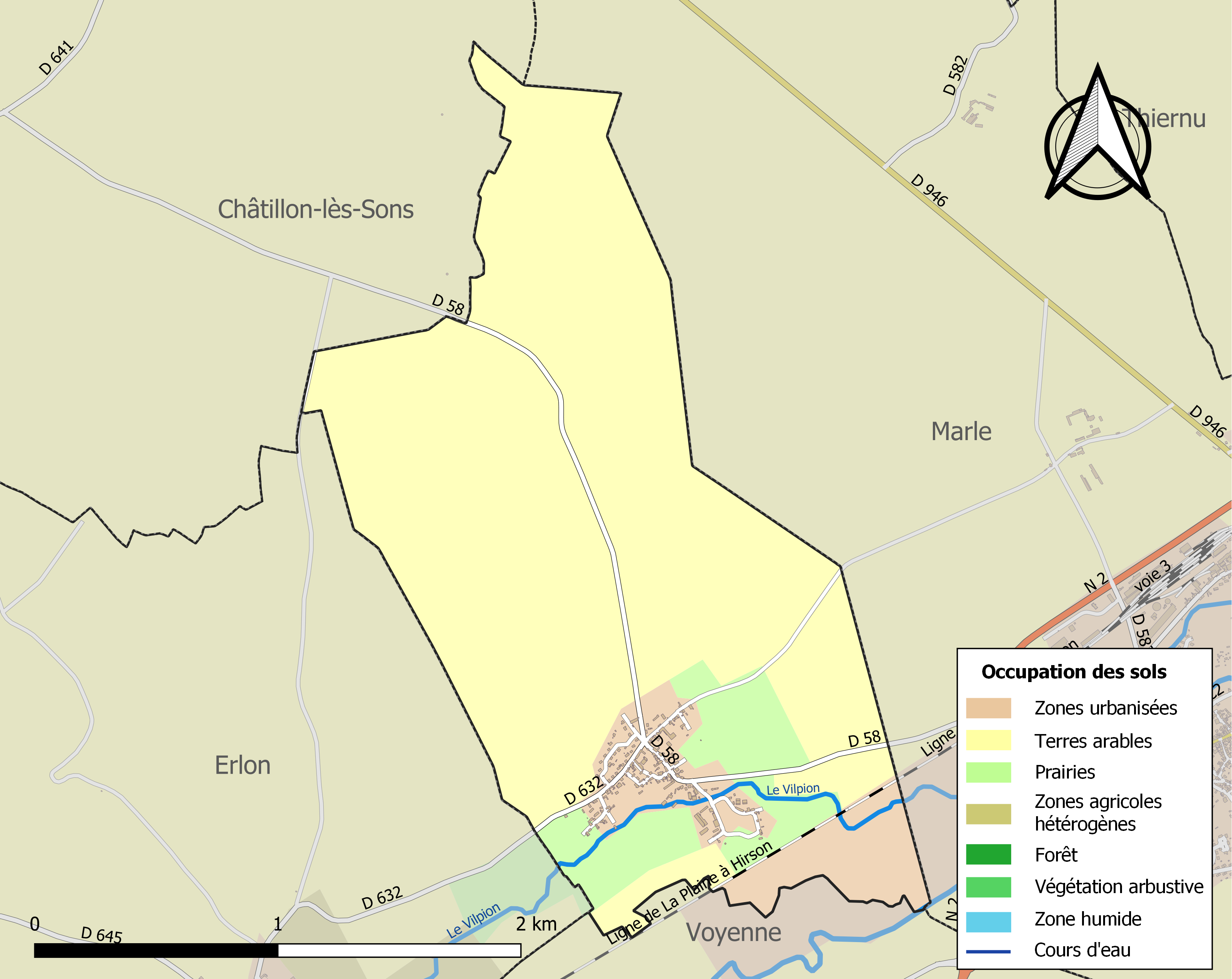
Carte de l'occupation des sols de la commune en 2018 (CLC).

## Toponymie
Le nom du village apparaît pour la première fois en l'an 1145, sous l'appellation latine de Altare de Marci dans un cartulaire de l'abbaye de Thenailles, ensuite Marchi, Marsi, Marcy-emprès-Marle, Marsis, Paroisse Saint-Médard de Marcy, Marcy-sous-Marle en 1695, Marcy sur la carte de Cassini vers 1750, puis l'appellation actuelle Marcy-sous-Marle au début du XIXe siècle.
Marcy est à l'ouest de Marle.

## Histoire
|  |

Carte de Cassini

La carte de Cassini montre qu'au XVIIIe siècle, Marcy était une paroisse située sur la rive droite de la rivière le Vilpion. Contrairement à beaucoup de villages de la région, Marcy-sous-Marle n'a aucun hameau ni écart.

Un moulin à eau, dont les vestiges sont encore présents de nos jours, est symbolisé par une roue dentée sur la rivière.

## Politique et administration

### Découpage territorial
La commune de Marcy-sous-Marle est membre de la communauté de communes du Pays de la Serre, un établissement public de coopération intercommunale (EPCI) à fiscalité propre créé le 17 décembre 1992 dont le siège est à Crécy-sur-Serre. Ce dernier est par ailleurs membre d'autres groupements intercommunaux.
Sur le plan administratif, elle est rattachée à l'arrondissement de Laon, au département de l'Aisne et à la région Hauts-de-France. Sur le plan électoral, elle dépend du  canton de Marle pour l'élection des conseillers départementaux, depuis le redécoupage cantonal de 2014 entré en vigueur en 2015, et de la troisième circonscription de l'Aisne  pour les élections législatives, depuis le dernier découpage électoral de 2010.

### Administration municipale
| Période                                  | Période                       | Identité               | Étiquette | Qualité                                          |
| ---------------------------------------- | ----------------------------- | ---------------------- | --------- | ------------------------------------------------ |
| Les données manquantes sont à compléter. |                               |                        |           |                                                  |
| -                                        | 1956                          | Pierre Braillon        | SE        | Agriculteur et décédé en cours de mandat         |
| 1956                                     | 1971                          | Pierre Demarly         | SE        |                                                  |
| 1971                                     | 1976                          | Mismaque               | SE        | Décédé en cours de mandat                        |
| 1976                                     | 1980                          | Patrick Braillon       | SE        | Agriculteur et décédé en cours de mandat         |
| 1980                                     | 1985                          | Gilbert Delmas         | SE        |                                                  |
| 1985                                     | 1990                          | Alain Pertin           | SE        |                                                  |
| 1990                                     | 1995                          | François Braillon      | SE        | Agriculteur                                      |
| 1995                                     | 2014                          | Alain Damien           | SE        |                                                  |
| 2014                                     | avril 2016                    | Marie-Josèphe Braillon | SE        | Retraitée agricole et décédée en cours de mandat |
| juin 2016                                | En cours (au 13 juillet 2020) | Christian Blain        | SE        | Réélu pour le mandat 2020-2026                   |

## Démographie
L'évolution du nombre d'habitants est connue à travers les recensements de la population effectués dans la commune depuis 1793. Pour les communes de moins de 10 000 habitants, une enquête de recensement portant sur toute la population est réalisée tous les cinq ans, les populations de référence des années intermédiaires étant quant à elles estimées par interpolation ou extrapolation. Pour la commune, le premier recensement exhaustif entrant dans le cadre du nouveau dispositif a été réalisé en 2005.

En 2022, la commune comptait 204 habitants, en évolution de +6,25 % par rapport à 2016 (Aisne : −1,97 %, France hors Mayotte : +2,11 %).
| 1793 | 1800 | 1806 | 1821 | 1831 | 1836 | 1841 | 1846 | 1851 |
| ---- | ---- | ---- | ---- | ---- | ---- | ---- | ---- | ---- |
| 326  | 361  | 364  | 372  | 428  | 454  | 427  | 444  | 438  |

| 1856 | 1861 | 1866 | 1872 | 1876 | 1881 | 1886 | 1891 | 1896 |
| ---- | ---- | ---- | ---- | ---- | ---- | ---- | ---- | ---- |
| 382  | 381  | 364  | 322  | 309  | 316  | 333  | 324  | 321  |

| 1901 | 1906 | 1911 | 1921 | 1926 | 1931 | 1936 | 1946 | 1954 |
| ---- | ---- | ---- | ---- | ---- | ---- | ---- | ---- | ---- |
| 273  | 254  | 253  | 236  | 284  | 262  | 302  | 311  | 340  |

| 1962 | 1968 | 1975 | 1982 | 1990 | 1999 | 2005 | 2006 | 2010 |
| ---- | ---- | ---- | ---- | ---- | ---- | ---- | ---- | ---- |
| 279  | 261  | 238  | 265  | 235  | 233  | 211  | 207  | 220  |

| 2015 | 2020 | 2022 | - | - | - | - | - | - |
| ---- | ---- | ---- | - | - | - | - | - | - |
| 195  | 206  | 204  | - | - | - | - | - | - |

## Lieux et monuments
- Église Saint-Médard de Marcy-sous-Marle.
- Monument aux morts.
- Calvaire.

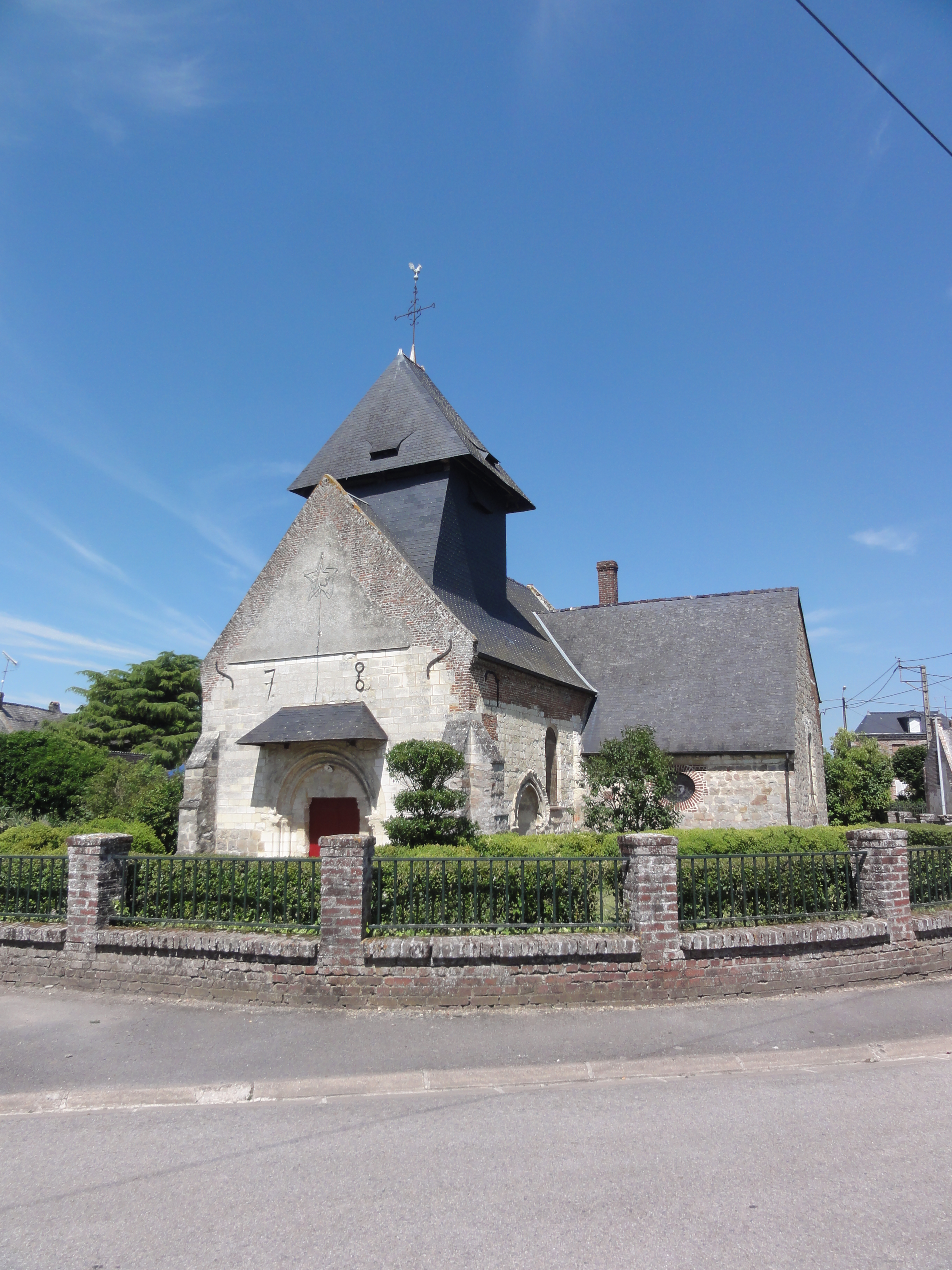
Église Saint-Médard.
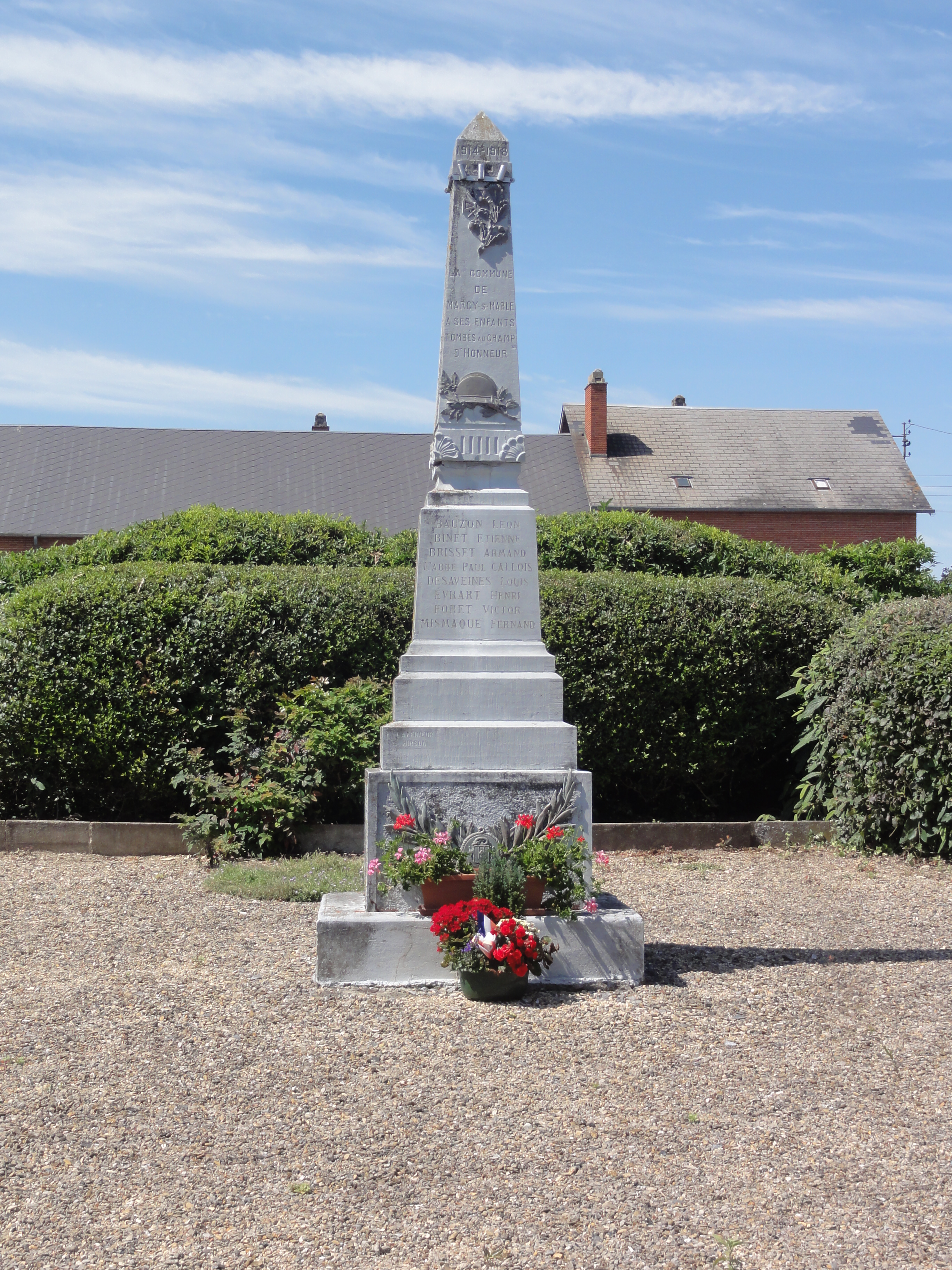
Monument aux morts.
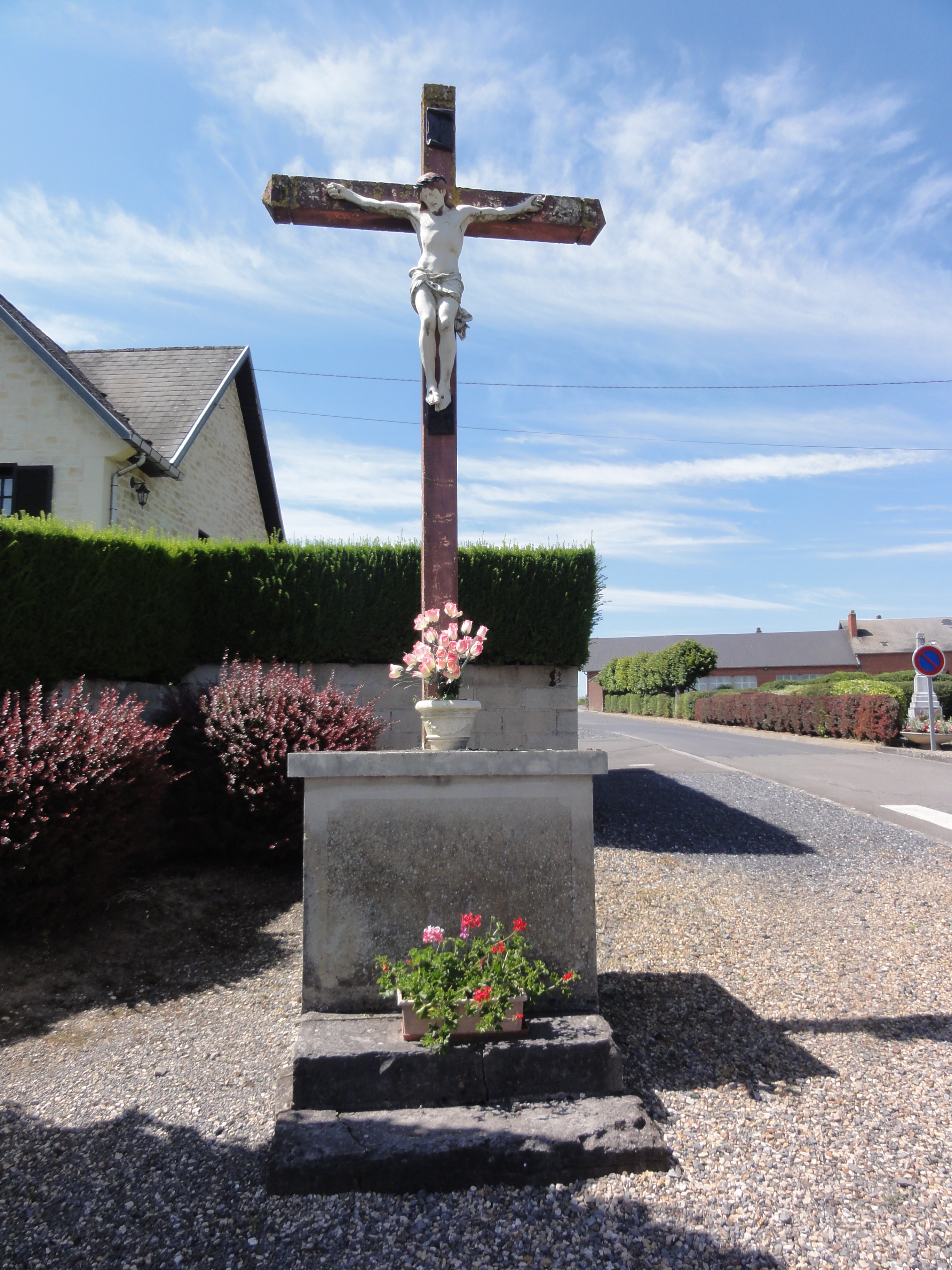
Calvaire.